# My Lost City
『My Lost City』（マイ・ロスト・シティ）は、久石譲の7thアルバム。1992年2月12日に東芝EMI / Planet earthから発売された。サブタイトルは『HOMMAGE A Mr. SCOTT FITZGERALD』（オマージュ・ア・ミスター・スコット・フィッツジェラルド）。

## 背景
1991年に発売されたアルバム『I am』以来、約1年ぶりとなるアルバム。

## 制作
サブタイトルのフィッツジェラルドから始まり、1920年代を通じて世紀末の現代を見ながら様々な事象を巡り、久石が自分自身を表現した作品である。久石は本作を『ETUDE』（2003年）と並ぶ自身の代表作と述べている。
本作と同時期に、宮崎駿も1920年代を舞台にしたアニメーション映画『紅の豚』を制作しており、久石は宮崎が同じ時代をテーマに作品に取り組んでいたことに運命的なものを感じたという。宮崎は『紅の豚 イメージアルバム』と一緒に送られた『My Lost City』をとても気に入り、「あの曲が全部欲しい、全部『紅の豚』に欲しい」「イメージアルバムと取り替えて下さい」と久石に要求したという。

## 批評
| 専門評論家によるレビュー | 専門評論家によるレビュー |
| レビュー・スコア         | レビュー・スコア         |
| 出典                     | 評価                     |
| ------------------------ | ------------------------ |
| CDジャーナル             | 肯定的                   |

CDジャーナルは、「オケとピアノを中心にした重厚なサウンドだが、根底にあるのはやはりロマンティックな久石節だ。」と肯定的に評価している。

## 収録曲
| 全作曲・編曲: 久石譲。 |                                  |       |            |      |
| #                      | タイトル                         | 作詞  | 作曲・編曲 | 時間 |
| 1.                     | 「Prologue」                     |       | 久石譲     | 1:23 |
| 2.                     | 「漂流者〜Drifting in the City」 |       | 久石譲     | 8:05 |
| 3.                     | 「1920〜Age of Illusion」        |       | 久石譲     | 5:43 |
| 4.                     | 「Solitude〜in her...」          |       | 久石譲     | 6:04 |
| 5.                     | 「Two of Us」                    |       | 久石譲     | 4:18 |
| 6.                     | 「Jealousy」                     |       | 久石譲     | 5:25 |
| 7.                     | 「Cape Hotel」                   |       | 久石譲     | 3:38 |
| 8.                     | 「狂気」                         |       | 久石譲     | 4:14 |
| 9.                     | 「冬の夢」                       |       | 久石譲     | 6:03 |
| 10.                    | 「Tango X.T.C.」                 |       | 久石譲     | 4:14 |
| 11.                    | 「My Lost City」                 |       | 久石譲     | 3:02 |
| 合計時間:              | 合計時間:                        | 52:09 |            |      |

## 楽曲解説
1. Prologue
2. 漂流者〜Drifting in the City
3. 1920〜Age of Illusion
  - 『紅の豚』の冒頭で使用された楽曲「時代の風 人が人でいられた時」は、宮崎駿の要望により本曲をイメージしたものが書かれた[9]。
4. Solitude〜in her...
5. Two of Us
  - 1991年に公開された映画『ふたり』の主題歌である「草の想い」のセルフカバー。1995年に発売されたアルバム『MELODY Blvd.』[10]に、ティム・ジェンセンによる英語詞が追加したうえで再度セルフカバーした。
6. Jealousy
7. Cape Hotel
  - 1991年に公開された映画『あの夏、いちばん静かな海。』の劇中曲である「Clifside Waltz」のセルフカバー。「エリック・サティに捧げたピアノワルツ」と述べている[11]。
8. 狂気
  - 1992年に公開されたジブリ映画『紅の豚』に本曲が「狂気-飛翔-」のタイトルで使用され、サウンドトラック『紅の豚 サウンドトラック』[12]に収録されている。
9. 冬の夢
10. Tango X.T.C.
  - 1992年に初上映され1993年に公開された映画『はるか、ノスタルジィ』のメインテーマ「追憶のX.T.C」のセルフカバー[13]。当アルバム発売から約1か月後に発売されたシングル「君だけを見ていた」[14]のカップリング曲としてシングルカットされ、フジテレビ系ドラマ『大人は判ってくれない』のエンディングテーマに起用された。曲名はイギリスのロックバンド・XTCに由来。タイトルはインスピレーションで付けることが多く、特に深い意味合いは無いことが多いという[15]。バンドネオンはリシャール・ガリアーノが演奏している[16]。
11. My Lost City

## 参加ミュージシャン
| Prologue - Gavyn Wright London Strings 漂流者〜Drifting in the City - Joe Hisaishi : Piano - Gavyn Wright London Strings 1920〜Age of Illusion - Joe Hisaishi : Piano & Synth. - Gavyn Wright Strings - Andy Findon : Flute Solitude〜in her... - Joe Hisaishi : Piano - Gavyn Wright London Strings Two of Us - Joe Hisaishi : Piano - Mari Fujiwara : Cello - Masatsugu Shinozaki : Violin - Gavyn Wright London Strings Jealousy - Joe Hisaishi : Piano & Synth. - Gavyn Wright, Wilf Gibson : Violin - George Robertson : Viola - Anthony Pleeth : Cello - Chris Laurence : Double Bass - Richard Galliano : Bandonéon - Phil Todd : Sax - Frank Ricotti : Vib. | Cape Hotel - Joe Hisaishi : Piano 狂気 - Joe Hisaishi : Piano & Synth. - Andy Findon : Flute - Gavyn Wright London Strings 冬の夢 - Joe Hisaishi : Piano - Mari Fujiwara : Cello Tango X.T.C. - Joe Hisaishi : Piano & Synth. - Richard Galliano : Bandonéon - Phil Todd : Sax - Chris Laurence : Double Bass My Lost City - Joe Hisaishi : Piano - Gavyn Wright : Violin - Gavyn Wright London Strings |

### Gavyn Wright London Strings
- 14 Violins(1st Violin/Gavyn Wright)
- 4 Violas(1st Viola/George Robertson)
- 2 Celli(1st Cello/Anthony Pleeth)
- 2 Bass(1st Bass/Mike Brittain)
- Strings Concertmaster : Nick Ingman